# Roger Balian
Roger Balian (* 18. Januar 1933 in Lyon) ist ein französischer theoretischer Physiker mit armenischen Wurzeln.
Balian studierte ab 1952 in Paris an der École polytechnique. Von 1955 bis 1958 war er Ingénieurs des mines (→ Mines ParisTech). Ab 1956 war er in der Abteilung theoretische Physik am Kernforschungszentrum des Commissariat à l’énergie atomique (CEA) in Saclay, wo er 1979 die Leitung der Abteilung theoretische Physik übernahm und bis 1987 blieb. Ab 1972 war er Dozent und ab 1978 Professor für Physik an der École polytechnique, an der er 1998 emeritierte.
Balian war unter anderem Gastprofessor an der Yale University und der University of California, Santa Barbara.
Er ist bekannt für Beiträge zur quantenmechanischen Vielteilchentheorie und statistischen Physik (Phasenübergänge, Rolle der Information), befasste sich aber auch mit Grundlagen der Quantenmechanik, Kernphysik, Gittereichtheorien (mit Claude Itzykson), Quantenchaos und semiklassische Methoden und anderen Gebieten der theoretischen Physik bis hin zur Verteilung von Galaxien. In der Vielteilchentheorie arbeitete er in den 1960er Jahren viel mit Claude Bloch und Cyrano de Dominicis.
1952 sagte er die Existenz einer Phase B bei supraflüssigem Helium-3-Isotop voraus.
Er war 1972 bis 1980 Direktor für Theoretische Physik an der École de Physique des Houches. Ab 1988 war er Mitherausgeber und 1992 bis 1995 Herausgeber der Europhysics Letters und 1970 bis 1975 Mitherausgeber von Journal of Physics A.
Balian ist Mitglied der Académie des sciences, seit 1977 als korrespondierendes und seit 1995 als volles Mitglied. Außerdem ist er Mitglied der Königlichen Gesellschaft der Wissenschaften von Uppsala und der Armenischen Akademie der Wissenschaften. Er ist wissenschaftlicher Berater des Commissariat à l’énergie atomique (CEA). 1995 bis 2007 war er im wissenschaftlichen Beirat des CEA (und auch in dessen Beirat für militärische Anwendungen). 1997/98 war er Präsident der französischen physikalischen Gesellschaft (Société française de physique).
1954 erhielt er den Prix Henri Poincaré, ebenfalls 1954 den Prix Laplace der Académie des sciences, 1977 den Prix Jean Ricard und 1966 den Prix Paul Langevin der französischen physikalischen Gesellschaft.
Er ist Kommandeur des Ordre des Palmes Académiques, Ritter der Ehrenlegion und Offizier des Ordre national du Mérite.
Er war 1976 bis 1982 im nationalen Komitee des Centre national de la recherche scientifique (CNRS), 1988 bis 1993 in dessen wissenschaftlichen Rat und 1992 bis 1995 Präsident von deren Unterabteilung Physik.

## Schriften
- From Microphysics to Macrophysics: Methods and Applications of Statistical Physics, Springer Verlag 1991, 2006 (zuerst französisch 1982)
- mit anderen Demain, La Physique, Odile Jacob 2004
- mit Jean-Michel Drouffe, Claude Itzykson Gauge fields on a lattice, Physical Review D, Band 10, 1974, S. 3376–3395, Band 11, 1975, S. 2098–2119
- mit Claude Bloch Solution of the Schrödinger equation in terms of classical paths, Annals of Physics, Band 85, 1974, S. 514–545
- mit Giorgio Parisi, André Voros Discrepancies from asymptotic series and their relations to complex classical trajectories, Physical Review Letters, Band 41, 1978, S. 1141–1145
- Information in Statistical Physics, Studies in History and Philosophy of Modern Physics, Band 36, 2005, S. 323–353
- mit Allahverdyan, Th. Nieuwenhuizen Curie-Weiss Model of the Quantum Measurement Process, Europhysics Letters, Band 61, 2003, S. 452–458
- Un principe d’incertitude fort en theorie du signal ou en mecanique quantique, Comptes Rendus Acad. Sci., Band 292, 1981, S. 1357–1362
- mit N. R. Werthamer Superconductivity with pairs in a relative p-wave, Physical Review, Band 131, 1963, S. 1553–1564